# O Que é Que a Baiana Tem? (álbum)
O Que é Que a Baiana Tem? é um álbum da cantora Carmen Miranda lançado em 1966 pela Odeon Records. O álbum foi relançado outras duas vezes, em 1972 pela Imperial Records, e em 2002 pela EMI Music.

## Faixas
1. Querido Adão
2. O Que é Que a Baiana Tem?
3. Balancê
4. Quem Canta, Seus Males Espanta
5. Gente Bamba
6. Pra Fazer Você Chorar
7. Roda Pião
8. Duvi-d-o-dó
9. O Dengo Que a Nega Tem
10. Ninguém Tem Um Amor Igual ao Meu
11. Pelo Amor Daquela Ingrata
12. Deixa Esse Povo Falar